# Jak uratować mamę
Jak uratować mamę (oryg. Złote krople) – polski film animowany z 2016 roku w reżyserii Daniela Zduńczyka i Marcina Męczkowskiego.

## Obsada
Źródła: Filmpolski.pl, Polski Instytut Sztuki Filmowej, ATM Grupa
- Benjamin Lewandowski – Adam „Adaś”
- Aleksandra Kowalicka – Aneta „Anetka”
- Cezary Pazura – kanclerz
- Andrzej Grabowski – król
- Maciej Stuhr – Znajda
- Jerzy Kryszak – król rybaków
- Tomasz Kot – majordomus
- Dariusz Gnatowski – minister
- Marzena Kipiel-Sztuka – czarownica
- Jarosław Boberek – herold
- Robert Gonera – kapitan piratów
- Paweł Orleański
- Andrzej Olejnik
- Krzysztof Grębski
- Marzena Szołtysik
- Iwona Świerczek-Bażańska
- Aldona Struzik

## Nagrody
W roku 2015 film Jak uratować mamę (ang. The Golden Drops) zdobył nagrodę dla najlepszego pełnometrażowego filmu animowanego na indyjskim Dada Saheb Phalke Film Festival oraz nagrodę dla najlepszego filmu animowanego na New Media Film Festival w Los Angeles.